# Dîmîtrove, Brovarî
Dîmîtrove (în ucraineană Димитрове) este un sat în comuna Kalînivka din raionul Brovarî, regiunea Kiev, Ucraina.

## Demografie
Componența lingvistică a localității Dîmîtrove
     Ucraineană (98,1%)
     Rusă (1,9%)
Conform recensământului din 2001, majoritatea populației localității Dîmîtrove era vorbitoare de ucraineană (98,1%), existând în minoritate și vorbitori de rusă (1,9%).